# مجيد (إله)
مجد (المصرية القديمة: mḏd)، في الدين المصري القديم يعتبر إلهًا ثانويًا مذكورًا في بعض نسخ كتاب الموتى. وعلى الرغم من أن المعلومات المتاحة عن هذا الإله قليلة، إلا أن تصويره الشبحاني في بردية غرينفيلد أكسبه شهرة في الثقافة اليابانية الحديثة، حيث ظهر كشخصية في ألعاب الفيديو والأنمي.

## في كتاب الموتى
يتكون كتاب الموتى من عدد من النصوص الجنائزية المصرية القديمة الفردية التي تصاحبها رسومات توضيحية. كُتبت هذه النصوص عمومًا على البردي واستُخدمت منذ الفترة الأولى من الدولة الحديثة (حوالي 1550 ق.م) حتى حوالي 50 ق.م. تتضمن هذه النصوص تعاويذ سحرية، بعضها يهدف إلى منح الشخص المتوفى معرفة غامضة في الحياة الآخرة، أو لمنحه السيطرة على العالم من حوله خلال رحلته في الدوات، أو العالم السفلي.
من بين نسخ كتاب الموتى التي تم العثور عليها، تشير بعض النسخ إلى كيان غامض في الفصل 17b يُدعى "مجد" (أو يُكتب أيضًا "متشت")، والذي يعني "الضارب". في ترجمة إنجليزية لبردية آني، قام ريموند فولكنر بترجمة الجزء المتعلق بـ مجد كما يلي:
| مجيد (إله) | أعرف اسم ذلك الضارب [أي مجد] بينهم الذي ينتمي إلى بيت أوزيريس، الذي يطلق النار من عينيه، ومع ذلك فهو غير مرئي. السماء تحاط بوهج ناري من فمه وحعبي يقدم تقريرًا، ومع ذلك فهو غير مرئي. | مجيد (إله) |

بخلاف هذا المقطع القصير، لا يُعرف شيء آخر عن مجد. اقترح هيرمان غراپو أن مجد قد يشير إلى نجم (نظرًا لأن مجد يُقال إنه يشع نورًا وله صلة بدورة فيضان النيل), لكن كما تلاحظ إيلاريا كاريدي، لم يُكتب الاسم مطلقًا مع المخصص النجمي.

### الصور التوضيحية
وفقًا لإيلاريا كاريدي، يمكن العثور على تمثيلات بصرية لمجد على تسع برديات فقط، جميعها تعود إلى فترة الأسرة الحادية والعشرون (1077–943 ق.م). هذه البرديات (التي تُعد بردية غرينفيلد من أشهرها) هي كما يلي:
| البردية                      | التاريخ                                                      | الموقع                | الاقتباس      |
| ---------------------------- | ------------------------------------------------------------ | --------------------- | ------------- |
| بردية بودمر 101              | الأسرة الحادية والعشرون                                      | مؤسسة بودمر           | [ 1 ] [ 13 ]  |
| بردية بودمر 102              | الأسرة الحادية والعشرون                                      | مؤسسة بودمر           | [ 1 ] [ 13 ]  |
| بردية تورين 1818             | الأسرة الحادية والعشرون                                      | المتحف المصري بتورينو | [ 1 ] [ 13 ]  |
| بردية بودمر 100              | منتصف الأسرة الحادية والعشرون                                | مؤسسة بودمر           | [ 1 ] [ 13 ]  |
| بردية لندن BMEA 9948         | منتصف الأسرة الحادية والعشرون                                | المتحف البريطاني      | [ 1 ] [ 13 ]  |
| بردية القاهرة S.R. VII 10222 | منتصف أو أواخر الأسرة الحادية والعشرون                       | المتحف المصري         | [ 1 ] [ 13 ]  |
| بردية القاهرة JE 95658       | أواخر الأسرة الحادية والعشرون                                | المتحف المصري         | [ 1 ] [ 13 ]  |
| بردية القاهرة JE 95637       | أواخر الأسرة الحادية والعشرون                                | المتحف المصري         | [ 13 ] [ 14 ] |
| بردية غرينفيلد               | أواخر الأسرة الحادية والعشرون/ بداية الأسرة الثانية والعشرون | المتحف البريطاني      | [ 13 ] [ 15 ] |

## في الثقافة الشعبية
في الرسم التوضيحي للتهجئة على الورقة 76 من بردية جرينفيلد، تم تصوير شخصية يُعتقد أنها مجيد كشخص في غطاء مخروطي الشكل، باستثناء العيون والقدمين. بعد أن عُرضت هذه البردية في عام 2012 في متحف موري للفنون في طوكيو ومتحف فوكوكا للفنون، أصبح مجيد ضجة كبيرة على مواقع التواصل الاجتماعي اليابانية. احتضنت الثقافة الشعبية اليابانية الإله، بما في ذلك باعتباره ميم إنترنت وكشخصية في ألعاب الفيديو.